# Сражение при Зооре
Сражение при Зооре (нем. Schlacht bei Soor) — одно из сражений войны за австрийское наследство, состоявшееся близ Зоора (Зор, или чеш. Ждяр, близ Хайнице) в Богемии 30 сентября 1745 года между прусской армией Фридриха II Великого и австрийской и саксонской армиями под командованием Карла Лотарингского.

## Перед сражением
После битвы при Гогенфридеберге в июне 1745 года Фридрих II и его армия двинулись вглубь Богемии вслед за отступающей австро-саксонской армией под командованием Карла Лотарингского. Обе армии вели постоянные стычки в течение трех месяцев. Большая часть саксонских войск отделилась от союзных австрийцев, чтобы создать угрозу саксонско-прусской границе. Фридрих II также отреагировал на это, разделив свои силы. Карл считал свою армию слишком слабой для дальнейших действий и поэтому действовал осторожно.
В середине сентября прусская армия столкнулась с нехваткой снабжения и отошла к богемско-силезской границе, чтобы иметь возможность снабжаться там за счет противника до наступления зимы. 19 сентября 1745 года прусская армия окончательно перешла в лагерь под Штауденцем. Во время отступления из-за множества откомандированных отрядов основные силы прусской армии уменьшились до 22 000 человек. Через три дня австрийцы и оставшиеся саксонцы 22 сентября перешли в лагерь под Яромиром. Обе армии разделяло 18 километров. В течение следующих семи дней Карл при содействии фельдмаршалов Лобковица и Аренберга провел несколько разведывательных операций, чтобы застать врасплох и победить прусскую армию в её лагере. Более того, он считал пруссаков слишком измотанными, чтобы оказать какое-либо значительное сопротивление решительной фронтальной атаке основной массе своей армии. Он планировал, что одновременно с такой лобовой атакой легкие войска будут обходить лагерь противника и вызывать замешательство в его рядах. Погода также благоприятствовала австрийцам: стоял лёгкий туман, скрывавший их приближение.

## Ход сражения
Фридрих II знал о приближении врага с утра 29 сентября. С прусской стороны считалось, что Карл хотел заблокировать отход в Силезию. Когда 30 сентября, около пяти часов утра, должен был быть отдан приказ покинуть лагерь и отойти в Силезию, поступили сообщения о том, что неприятельская армия расположилась западнее лагеря и готовится к бою. Фридрих немедленно построил свои войска и приказал кавалерии атаковать долину по склону холма, чтобы окружить противника. Во время маневра кавалерия попала под артиллерийский обстрел и понесла большие потери. Несмотря на первоначальную неудачу, авангардным полкам кирасиров генерала Будденброка удалось застать врасплох австрийскую кавалерию, заставив ее бежать. Под мушкетным огнем противника прусская кавалерия была вынуждена отойти в тыл. 
Согласно замыслу Карла, при переходе Фридриха в наступление его должны были атаковать с тыла силы лёгкой пехоты австрийцев, но они, захватив прусский лагерь, не смогли преодолеть своих привычек и предались мародёрству. Это дало прусской армии возможность развивать наступление.
К моменту отступления кавалерии прусские гренадеры и Ангальтский пехотный полк вступили в бой с австрийскими войсками, расположенными на холме. Австрийская контратака, поддержанная артиллерийским огнем, нанесла значительный урон прусской пехоте, заставив ее отступить. Затем пруссаки предприняли вторую атаку силами гренадерских полков. Из-за нежелания австрийской артиллерии рисковать стрельбой по собственным войскам холм был взят пруссаками.
Несколько прусских полков, дислоцированных южнее Буркерсдорфа, проигнорировали приказ оставаться в этом районе и попытались захватить деревню. В штыковой атаке под командованием принца Фердинанда Брауншвейгского была захвачена австрийская батарея, что привело к краху австрийской линии. После успеха в центре сопротивление австрийцев было сломлено, и они начали отступать к лесу. Прусские войска преследовали их до кромки леса. Последняя позиция, с которой были выбиты австрийцы, находилась возле деревни Зоор, что и дало название битве. Несмотря на отсутствие организованного преследования, многие австрийские пехотинцы попали в плен.

## Результаты
Австрийцы отступили к Яромиру, прусские войска разбили лагерь на поле боя, и оставались там в течение пяти дней, ведя подготовку к походу в Силезию.

Я заслуживал того, чтобы меня побили, и так бы оно и было, если бы не искусство моих генералов и мужество моих солдат.
— Фридрих II Великий